# Erster atomarer Zwischenfall der Geschichte
Der erste atomare Zwischenfall der Geschichte ereignete sich am 23. Juni 1942 im Leipziger L-IV-Versuch in einem Labor am Physikalischen Institut der Universität Leipzig. Dabei kam es in der „Uranmaschine“, einer primitiven Form eines Forschungsreaktors, zu einer Dampfexplosion und einem Reaktorbrand.

## Der Zwischenfall

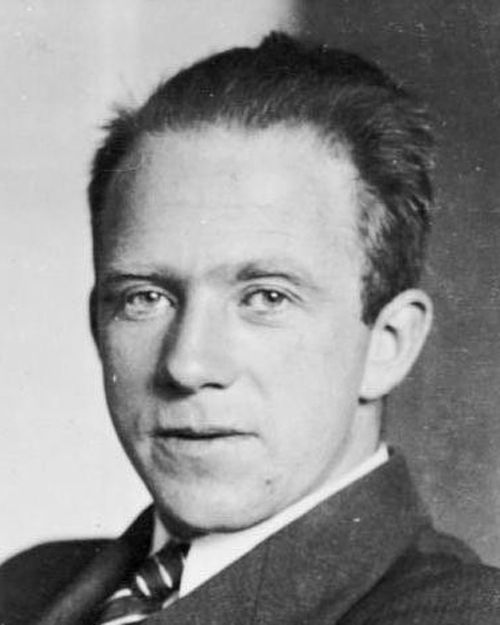
Werner Heisenberg (1933)
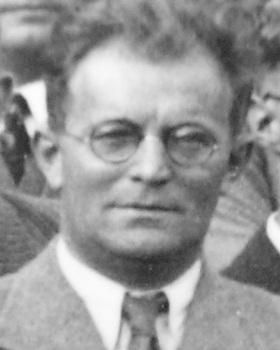
Robert Döpel (1935)

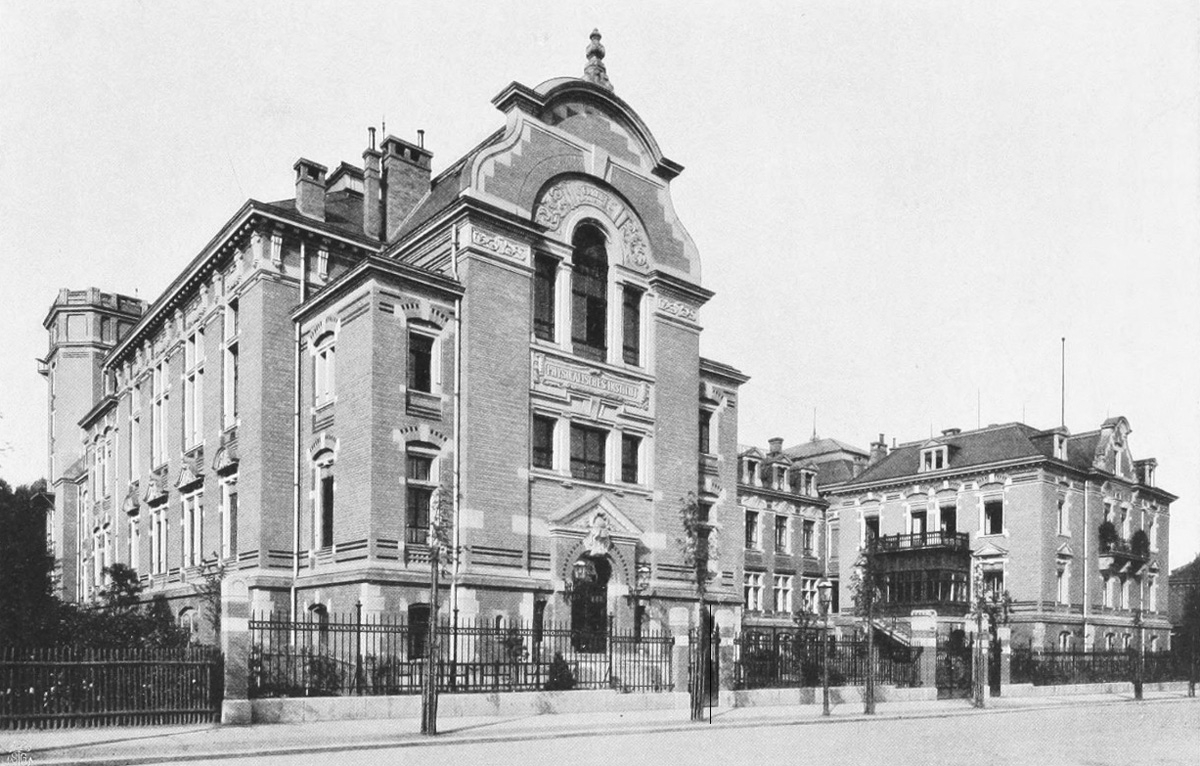
Physikalisches Institut Leipzig (1909)
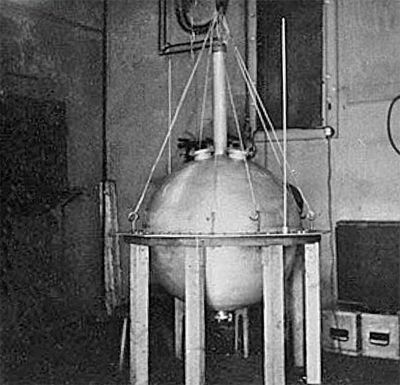
Leipziger Uranmaschine (1942)

L-IV war der vierte Versuch in einer Reihe, der von Werner Heisenberg (1901–1976) und Robert Döpel (1895–1982) im Rahmen des deutschen Uranprojektes durchgeführt wurde. Die dabei verwendete „Uranmaschine“ bestand aus einer Metallkugel mit einem Durchmesser von 80 Zentimetern. In zwei Kugelschalen um eine zentrale Neutronenquelle waren 750 Kilogramm Uranpulver verteilt. Dazwischen befand sich schweres Wasser.
Obwohl sich bei zwanzigtägigem Versuchsbetrieb die Anzeichen einer Kritikalität (Vermehrung von Neutronen) zeigten, musste die Anordnung auf einen möglichen Übergang von schwerem Wasser ins Uran untersucht werden. Dabei drang Luft ein und entzündete das Uranpulver im Inneren. Das brennende Uran brachte den Wassermantel zum Kochen und erzeugte genug Dampfdruck, um den Reaktor auseinanderzusprengen. Brennendes Uranpulver verteilte sich im gesamten Labor und löste einen größeren Brand in der Anlage aus. Die Feuerwehr musste eingreifen. Erst nach 45 Stunden kam das Feuer zum Stillstand.
Es gab keine Personenschäden, über gesundheitliche Folgeschäden ist nichts bekannt. Innerhalb der internationalen Bewertungsskala für nukleare Ereignisse ist der Vorfall zwischen den Kategorien 2 = Störfall und 3 = Ernster Störfall einzuordnen.

## Der Versuch
Die Ergebnisse des L-IV-Versuchs in der ersten Hälfte des Jahres 1942 gaben Grund zu der Annahme, dass die kugelförmige Schichtanordnung mit fünf Tonnen schwerem Wasser und 10 Tonnen metallischem Uran eine Spaltungsreaktion aufrechterhalten könnte. „Die Deutschen waren die ersten Physiker der Welt, die mit ihrer Leipziger L-IV Anordnung eine positive Neutronenproduktion erreichten.“ Die Ergebnisse wurden in einem Artikel von Robert Döpel, seiner Frau Klara Döpel und Werner Heisenberg beschrieben. Der Artikel wurde zunächst in den Kernphysikalischen Forschungsberichten veröffentlicht, einem geheimen internen Berichtsmedium des Uranvereins, dem Atomforschungsprogramm des Dritten Reiches.
Die Leipziger Forschungsgruppe wurde bis 1942 von Heisenberg geleitet, der im Winter 1939/1940 über die Möglichkeiten und Machbarkeit der Energiegewinnung aus Uran und einer Atombombe berichtete. Nach dem Bericht zog sich Heisenberg aus den praktischen Experimenten zurück und überließ die Durchführung der Experimente L-I, L-II, L-III und L-IV überwiegend seinen Kollegen. Der Unfall beendete die Pläne des Projektes am Standort Leipzig.